# Agujero azul de Taam Ja'
El agujero azul de Taam Ja' es un agujero azul ubicado en la bahía de Chetumal en la esquina sureste de la península de Yucatán. Su nombre significa agua profunda en lengua maya y es el agujero azul más profundo conocido en el mundo, registrándose más de 420 metros de profundidad. Los agujeros azules generan un color azul distintivo cuando se ven desde arriba y normalmente tienen sólo unas pocas docenas de metros de profundidad.
La boca del agujero es casi circular, con un eje mayor que mide 151,8 metros, orientado aproximadamente 10,76 grados en el sentido de las agujas del reloj desde el norte, de manera similar a la orientación de las principales fallas en el área.En abril de 2024 se publicaron hallazgos encabezados por el académico Juan Carlos Alcérreca-Huerta, que apuntan a una profundidad mayor a los 420 metros de profundidad.